# Audi A3 8L
L'Audi A3 8L è la prima generazione dell'Audi A3, un'autovettura di fascia medio-bassa (Segmento C) prodotta dalla casa automobilistica tedesca Audi dal 1996 al 2003. In Brasile la produzione continuò fino al 2006.

## Storia e profilo

### Debutto
Il progetto 8L venne avviato all'inizio degli anni '90 del secolo scorso. Inizialmente si ipotizzò la sigla A2 come denominazione per la prima Audi moderna di fascia medio-bassa. Le verrà in seguito preferita la sigla A3, mentre A2 diverrà invece la denominazione di un altro modello della casa di Ingolstadt, peraltro di poco successo. Tornando alla futura A3, il direttivo Audi stabilì fin da subito la sua parentela tecnica con la quarta generazione della Volkswagen Golf, che avrebbe debuttato nel 1997, un anno dopo la A3, nonostante inizialmente si fosse previsto per primo il debutto del modello di Wolfsburg. Il lancio della nuova vettura si ebbe nell'ottobre del 1996 al Salone di Parigi.

### Design esterno ed interno
Stilisticamente parlando, già la prima generazione della A3 racchiudeva in sé tutti gli elementi atti a farne un'Audi sotto tutti i punti di vista, a partire dal frontale, in cui il disegno della calandra e il taglio dei gruppi ottici erano un'evoluzione di quelli già visti nella "sorella maggiore", la A4. I progettisti Audi avevano dichiarato fin dall'inizio che, nonostante si trattasse di una vettura di fascia inferiore rispetto ai modelli fino a quel momento proposti in listino, avrebbe mantenuto lo stile e i contenuti tipici del marchio dei quattro anelli. Nel complesso la vettura mostrava linee sobrie ma eleganti, in linea con l'orientamento della casa di Ingolstadt. La parte posteriore era caratterizzata da inediti gruppi ottici trapezoidali modellati sull'inedito (per l'Audi) disegno della coda. La stessa sobrietà e razionalità si trovava anche nell'abitacolo, progettato per offrire comfort e spazio anche nella zona posteriore. Poiché la prima A3 fu inizialmente prevista solo in configurazione a 3 porte, ci si pose infatti come obiettivo quello di assicurare un adeguato livello di abitabilità anche nel divano posteriore, nonché una pratica accessibilità in quella zona. E così, ecco che la A3 8L offriva ben 92 cm di altezza fra la seduta del divano posteriore e il tetto e questo nonostante il lunotto inclinato potesse far pensare ad uno spazio sensibilmente più ridotto. L'unico appunto dato dalla stampa dell'epoca fu la scarsa visibilità che il conducente poteva avere a causa della linea di cintura piuttosto alta rispetto ai modelli concorrenti di quegli anni. Il bagagliaio aveva una capacità di 316 litri con il divano posteriore in posizione.

### Struttura, meccanica e motori
Il pianale condiviso con la Golf IV costrinse i progettisti Audi ad operare una rivoluzione significativa per quanto riguardava l'architettura meccanica della A3, che abbandonò la classica configurazione Audi a motore longitudinale per abbracciare invece quella a motore trasversale della "cugina" di Wolfsburg. Tale soluzione giocò a favore dell'abitabilità interna che, come si è visto, risultò alla fine di ottimo livello. La struttura a scocca portante era irrigidita e resa più sicura grazie all'inserimento di longheroni in acciaio nelle zone più critiche (portiere, zona sotto i piedi, montante centrale, ecc). Il molleggio e lo smorzamento delle asperità stradali erano affidati ad un avantreno a ruote indipendenti (con schema MacPherson) e ad un retrotreno a ruote interconnesse, in entrambi i casi con molle elicoidali ammortizzatori oleopneumatici e barra antirollio. L'impianto frenante prevedeva dischi sulle quattro ruote con ABS di serie, mentre lo sterzo era a cremagliera.
Al suo debutto, la A3 fu prevista nelle seguenti motorizzazioni:
- 1.6: motore da 1595 cm3 aspirato e con potenza massima di 101 CV;
- 1.8 20v: motore da 1781 cm3 aspirato, con distribuzione a 5 valvole per cilindro e con potenza di 125 CV;
- 1.8 Turbo quattro: motore da 1781 cm3 basato sul precedente, ma sovralimentato mediante turbocompressore e intercooler, e con potenza massima di 150 CV;
- 1.9 TDI: motore turbodiesel ad iniezione diretta (non common rail) da 1896 cm3, sovralimentato mediante turbocompressore e intercooler e con potenza massima di 90 CV.

Il cambio previsto per tutte le motorizzazioni era di tipo manuale a cinque marce e la trazione era sempre sulle ruote anteriori, anche se la casa di Ingolstadt aveva già in cantiere il lancio di alcune versioni a trazione integrale. In alternativa al suddetto cambio era disponibile a richiesta un cambio automatico a quattro rapporti.

### Allestimenti e dotazioni
Gli allestimenti potevano variare a seconda del mercato di destinazione, ma in ogni caso l'ossatura di base era costituita da tre livelli di allestimento ben distinti:
- Attraction: allestimento di base comprendente il volante a quattro razze, rivestimenti in tessuto e cerchi in lega da 15 pollici;
- Ambition: allestimento sportiveggiante comprendente: volante sportivo a tre razze, assetto ribassato di 16 mm, cerchi in lega dal disegno specifico e altri particolari minori;
- Ambiente: allestimento votato al comfort comprendente fra l'altro nuovamente il volante a quattro razze, ma anche i sedili in alcantara, la leva del cambio rivestita in pelle e bracciolo anteriore centrale.

## Evoluzione

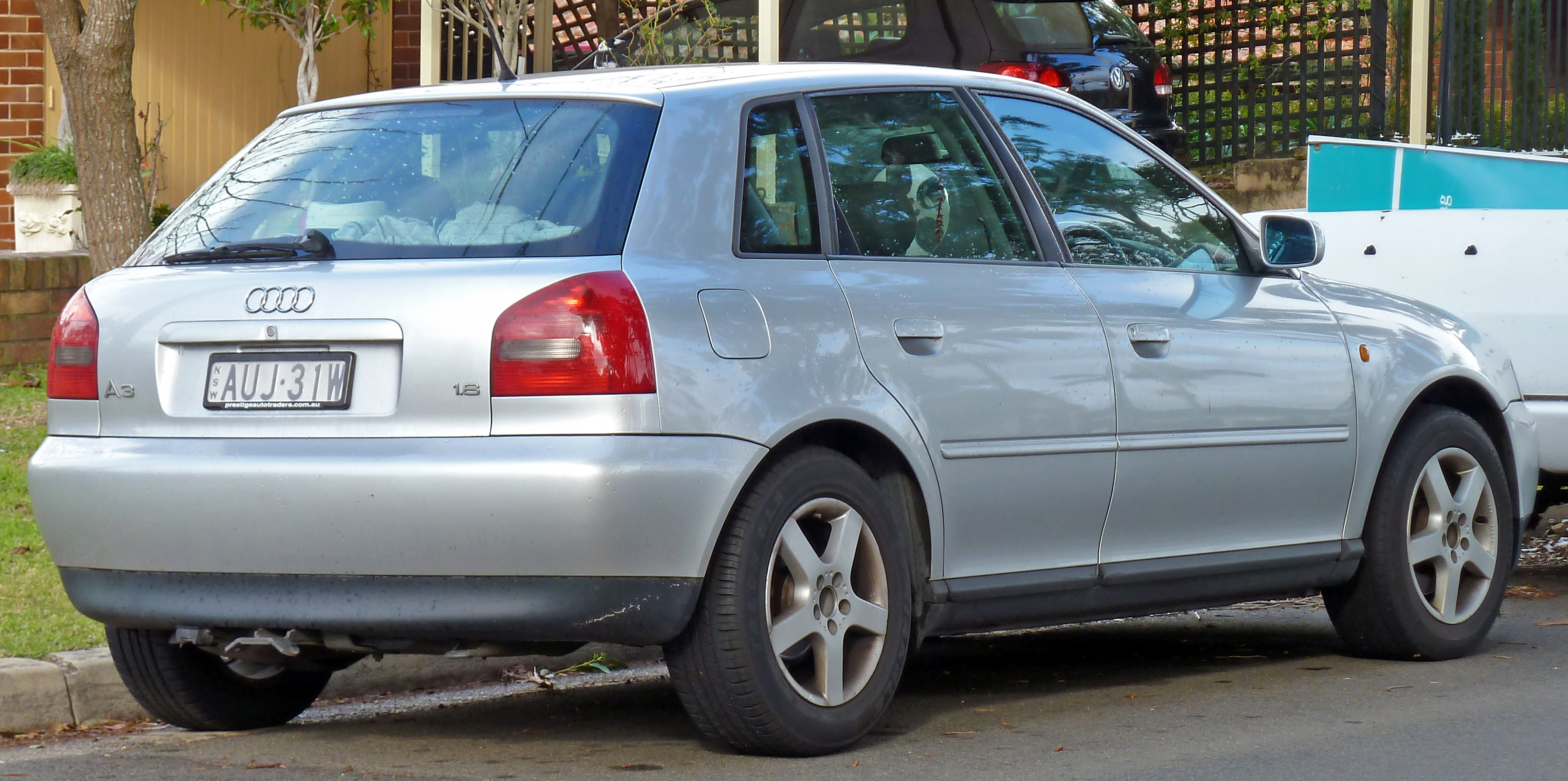
Vista posteriore di una A3 serie 8L pre-restyling a 5 porte

La produzione della A3 8L venne avviata già un mese prima della presentazione a Parigi presso lo stabilimento di Ingolstadt. Il primo aggiornamento alla gamma si ebbe nel luglio del 1997, quando venne introdotta una nuova variante del 1.9 TDI con potenza massima salita a 110 CV. Nel novembre del 1998, invece, la versione di punta 1.8 turbo da 150 CV venne affiancata da una variante più prestante, con motore portato a 180 CV, a cui seguì pochi mesi dopo la nuova top di gamma, ossia la S3 con motore 1.8 turbo da 210 CV e trazione integrale.

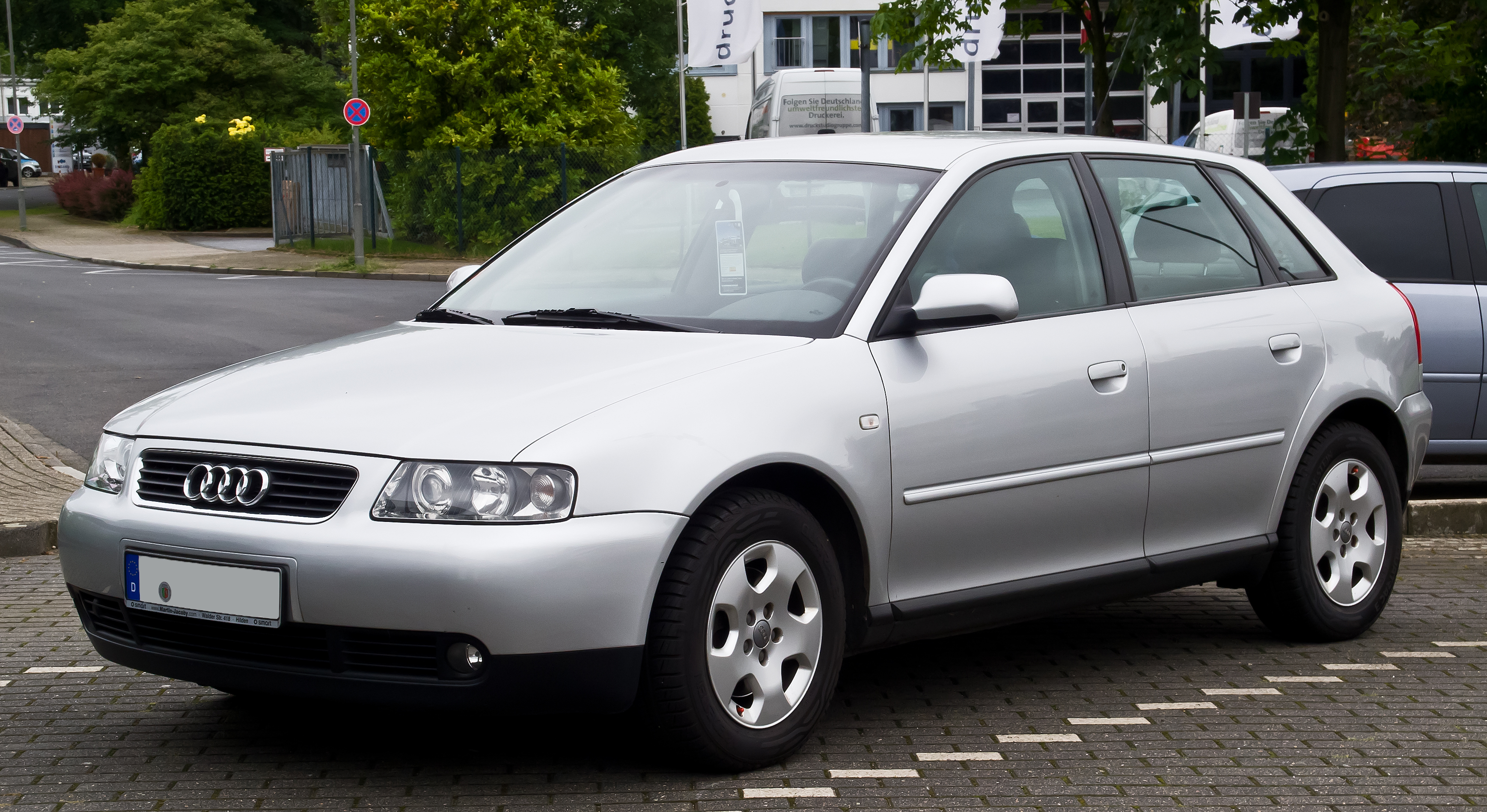
A3 dopo il restyling del 2000

Nel frattempo, il successo riscosso dalla A3 spinse i vertici Audi ad ampliare ulteriormente la gamma: per questo motivo, a partire dal mese di marzo del 1999 la A3 divenne disponibile anche nella più confortevole e pratica carrozzeria a cinque porte, mentre la trazione integrale divenne disponibile anche nelle due versioni 1.8 turbo da 150 e 180 CV. Per far fronte al successo della A3, la produzione venne estesa anche allo stabilimento Audi di Győr, in Ungheria, mentre sempre nello stesso anno venne avviata la produzione anche nello stabilimento brasiliano di São José dos Pinhais. Qui le A3 prodotte vennero destinate ai mercati sudamericani.

### Restyling 2000
Nell'agosto del 2000 vi fu il restyling di mezza età per la A3 8L: venne ridisegnato il frontale ed in particolare i gruppi ottici anteriori che ricevettero una copertura monopezzo in vetro trasparente e proiettori interni circolari, una nuova calandra, paraurti integralmente verniciati in tinta, specchietti in tinta, indicatori di direzione laterali bianchi, gruppi ottici posteriori rossi con sezione centrale bianca, maniglia del portellone a filo con la carrozzeria, cerchi in lega di misure comprese fra i 15 e i 17 pollici, inserti in alluminio nell'abitacolo (volante, leva cambio e freno a mano), nuovi alloggiamento per autoradio e vano portaoggetti, comandi per Hi-fi e climatizzatore mutuati dalla A4 e bocchette di aerazione illuminate. 

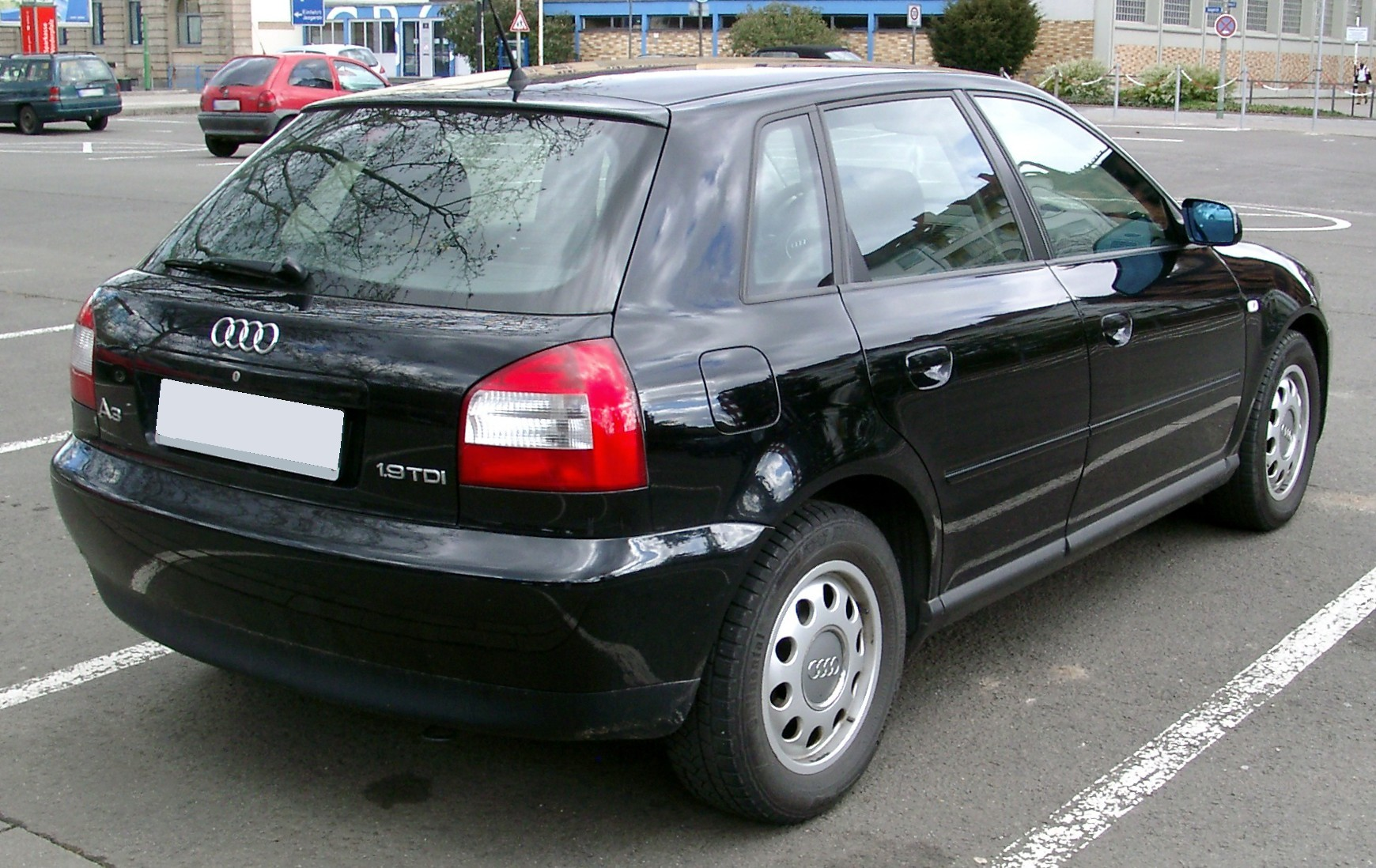
Retro restyling

Per quanto riguarda la gamma motori, gli aggiornamenti furono meno consistenti e furono volti principalmente a far rispettare la normativa Euro 3. In ogni caso, il 1.6 di base conobbe un leggerissimo incremento prestazionale, passando da 101 a 102 CV di potenza massima, ma a fronte di interventi più massicci (nuova testata e nuovo impianto di iniezione) finalizzati sempre al contenimento di consumi ed emissioni, mentre l'unica novità motoristica saliente fu l'arrivo del nuovo 1.9 TDI con alimentazione ad iniettore-pompa, cambio manuale a 6 marce e potenza massima di 130 CV. Tale modello fu disponibile anche a trazione integrale. Il cambio manuale a sei marce divenne di serie anche per la 1.8 turbo quattro da 180 CV. Su tutta la gamma venne rivisto anche il comparto sospensivo, con barre antirollio maggiorate e una nuova taratura per molle e ammortizzatori. Tutti gli aggiornamenti elencati hanno interessato tutta la gamma tranne la S3, per la quale, ancora abbastanza fresca di debutto, l'aggiornamento venne rimandato all'anno seguente.

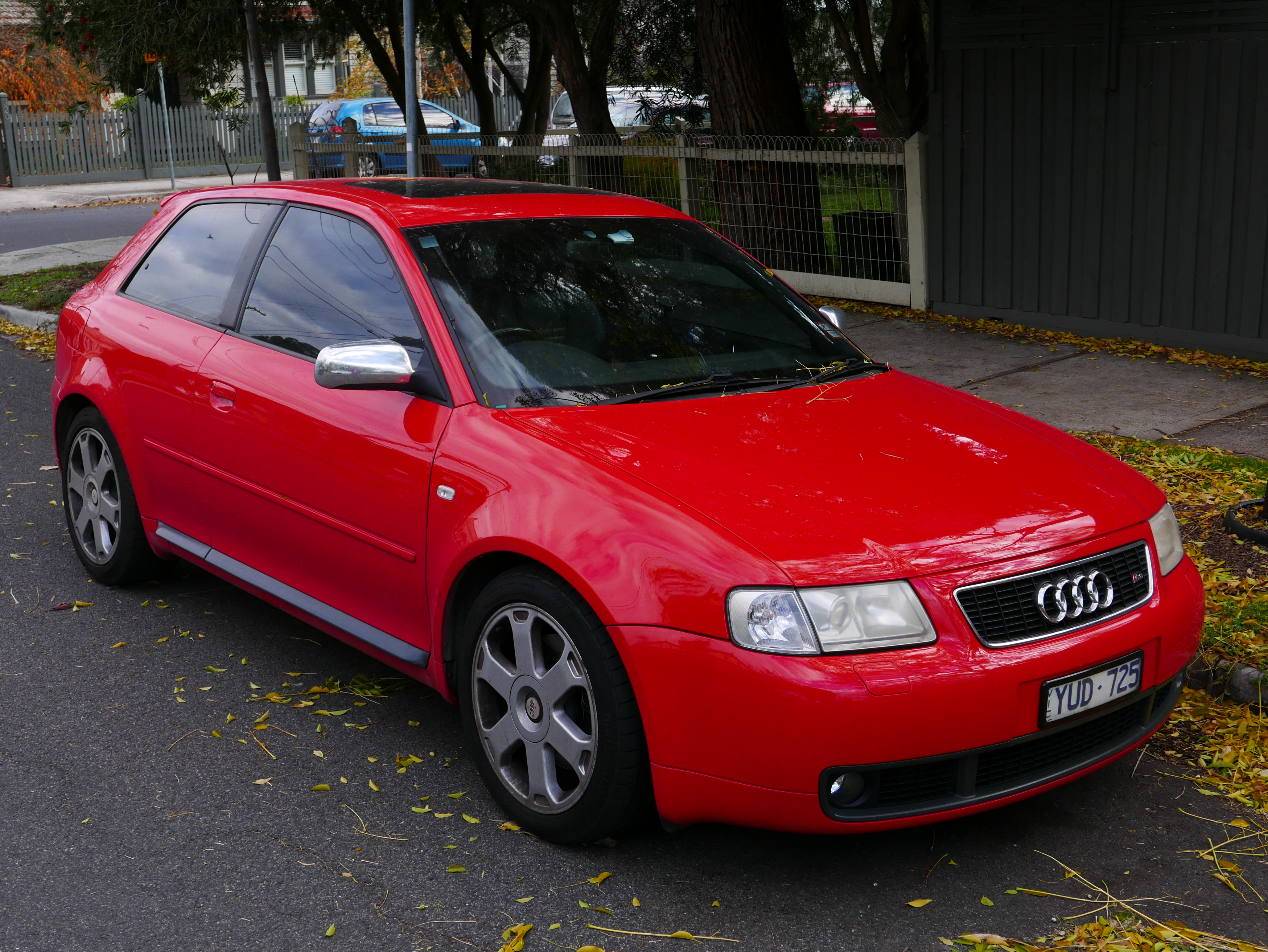
S3 di prima generazione

Po dopo l'introduzione di un nuovo 1.9 TDI ad iniettore-pompa da 100 CV, che di fatto andò a sostituire in un colpo solo le due versioni da 90 e 110 CV, ecco arrivare anche il restyling per la S3, che comportò fra l'altro anche l'innalzamento della potenza massima a 225 CV. Di fatto, queste furono le ultime modifiche significative alla gamma della prima generazione dell'Audi A3. Da quel momento cominciò la fase calante per la carriera commerciale della generazione 8L: la produzione in Europa terminò nel giugno del 2003, mentre in Brasile si protrasse fino al 2006.

### Audi S3

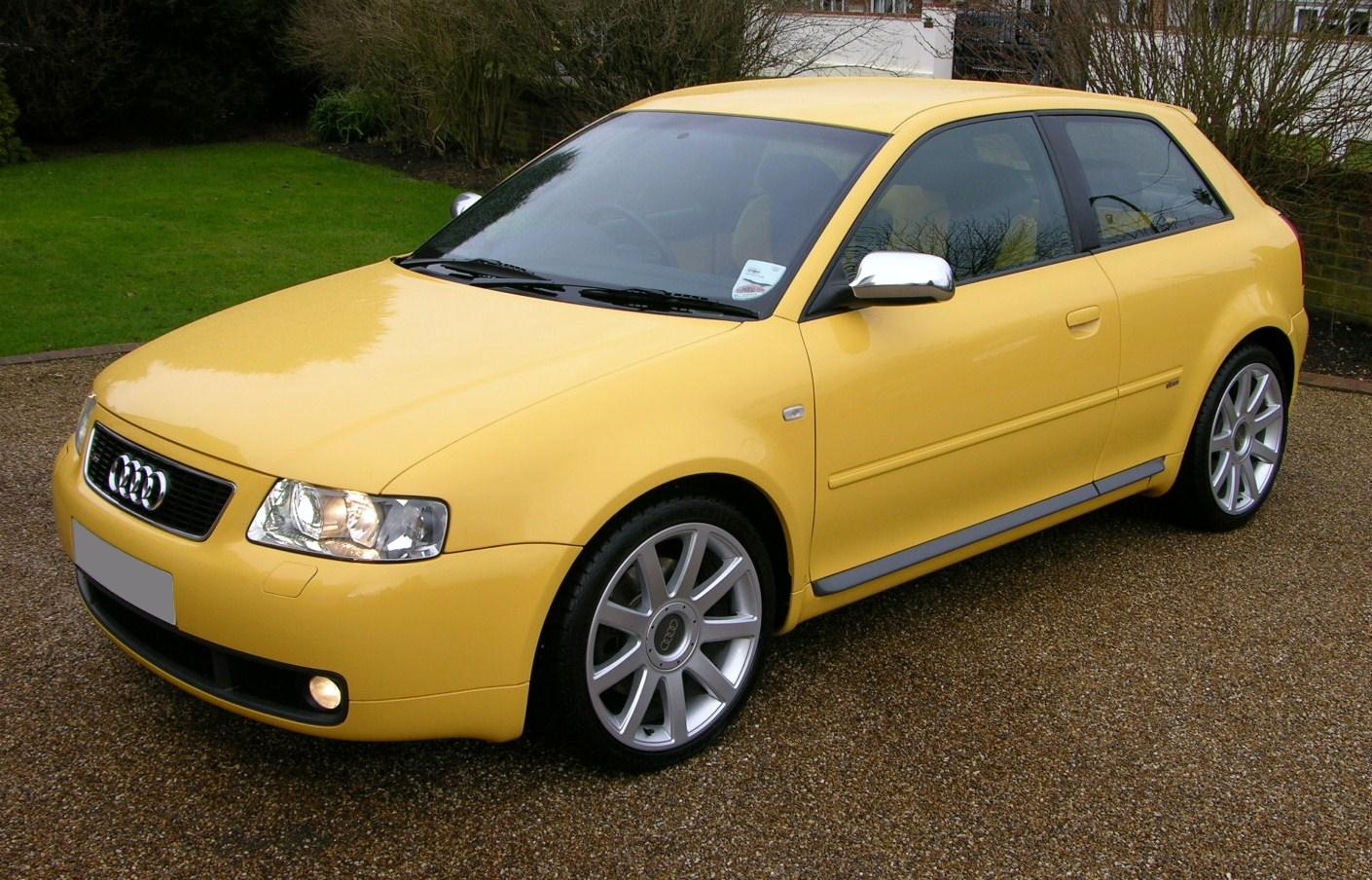
S3 dopo il restyling del 2001

Vale la pena soffermarci sul modello di punta della gamma A3 di prima generazione, ossia la S3. La 1.8 turbo da 180 CV introdotta a fine 1998 rimase infatti la versione di punta solo per pochissimo tempo: fu già nel gennaio 1999 che venne lanciata la nuova top di gamma, vale a dire la S3, equipaggiata sempre con un motore basato sullo stesso 1.8 turbo già visto, ma con potenza portata a 210 CV. Ma la vera novità tecnica introdotta con il lancio della S3 fu la trazione integrale, già proposta pochi mesi prima nelle versioni di punta della sportiva TT, anch'essa sullo stesso pianale della contemporanea A3. Tale sistema di trazione integrale differiva da quello delle Audi a motore longitudinale per il fatto di possedere una frizione Haldex multidisco a bagno d'olio e a controllo elettroidraulico. Tale frizione faceva le veci di un differenziale centrale, ripartendo la coppia motrice fra avantreno e retrotreno, anche se in realtà tale pacco frizione era posto direttamente a ridosso del retrotreno. Le Audi dalla A4 in su, invece, montavano un differenziale centrale autobloccante Torsen. Tornando alla S3 di prima generazione, essa montava inoltre un differenziale anteriore a slittamento limitato e un differenziale posteriore aperto: la centralina elettronica valutava parametri essenziali come la velocità, l'aderenza delle ruote, il bloccaggio o meno di una o più di esse ed attiva una pompa idraulica che preme contro le lamelle della frizione attivando il retrotreno. L'entità della pressione della pompa varia proprio in base ai valori rilevati dalla centralina. In pratica si tratta del sistema 4Motion utilizzato nei modelli a marchio Volkswagen. Un'altra differenza tecnica della S3 rispetto alle altre A3 stava nel nuovo retrotreno a ruote indipendenti, reso necessario proprio dalla presenza ingombrante della frizione Haldex e del differenziale posteriore. Esteticamente la prima S3 era riconoscibile dalle altre A3 per i parafanghi bombati, lo spoiler sul tetto, il logo S3 sulla nuova calandra cromata, i cerchi in lega da 17 pollici dal disegno specifico e le nuove minigonne. Nell'abitacolo spiccavano i pregiati sedili Recaro regolabili elettricamente. Quanto alle prestazioni, la S3 raggiungeva una velocità massima di 238 km/h, coprendo lo scatto da 0 a 100 km/h in appena 6,8 secondi.
Nel settembre del 2001, la S3 venne sottoposta al restyling di mezza età, che comportò anche in questo caso, diversi aggiornamenti meccanici, fra cui nuova taratura delle sospensioni per conferire un comportamento più reattivo, ma soprattutto il potenziamento del motore, portato da 210 a 225 CV di potenza massima. Esteticamente gli aggiornamenti erano simili a quelli delle altre A3, mentre in virtù delle migliori prestazioni motoristiche, anche quelle velocistiche migliorarono di conseguenza, con un allungo massimo di 243 km/h e solo 6,6 secondi per accelerare da 0 a 100 km/h.

## Riepilogo caratteristiche
Di seguito vengono riepilogate le caratteristiche relative alle varie versioni costituenti la gamma della prima generazione dell'Audi A3 in Europa. Si tenga presente che alcune delle motorizzazioni qui raccolte potevano essere disponibili in alcuni mercati europei e non in altri:
| Audi A3 8L (1996-03)  |                         |            |                                                                         |                |                |           |                    |                    |              |                     |                    |                    |
| Modello               | Motore                  | Cilindrata | Alimentazione                                                           | Potenza CV/rpm | Coppia Nm/rpm  | Trazione  | Cambio/ N°rapporti | Massa a vuoto (kg) | Velocità max | Acceler. 0–100 km/h | Consumo (l/100 km) | Anni di produzione |
| Versioni a benzina    |                         |            |                                                                         |                |                |           |                    |                    |              |                     |                    |                    |
| 1.6                   | AEH, AKL, APF           | 1595       | Iniezione elettronica indiretta                                         | 101/5600       | 145/3800       | Anteriore | Manuale 5 marce    | 1.090              | 188          | 11"3                | 8                  | 09/1996–08/2000    |
| 1.6                   | AVU, BFQ                | 1595       | Iniezione elettronica indiretta                                         | 102/5600       | 148/3800       | Anteriore | Manuale 5 marce    | 1.079              | 189          | 10"9                | 7,5                | 08/2000-06/2003    |
| 1.8 20v               | AGN, APG                | 1781       | Iniezione elettronica indiretta                                         | 125/6000       | 170/4200       | Anteriore | Manuale 5 marce    | 1.140              | 202          | 10"1                | 8,9                | 06/1996-06/2003    |
| 1.8 20v turbo         | AGU, ARZ, ARX, AUM, AQA | 1781       | Iniezione elettronica indiretta, turbocompressore e intercooler         | 150/5700       | 210/ 1750-4600 | Anteriore | Manuale 5 marce    | 1.145              | 217          | 8"1                 | 9                  | 06/1996-06/2003    |
| 1.8 20v turbo         | AJQ, APP, ARY, AUQ      | 1781       | Iniezione elettronica indiretta, turbocompressore e intercooler         | 180/5500       | 235/ 1950-5000 | Anteriore | Manuale 5 marce    | 1.190              | 228          | 7"5                 | 9,4                | 11/1998-06/2003    |
| 1.8 20v turbo quattro | AGU, ARZ, ARX, AUM, AQA | 1781       | Iniezione elettronica indiretta, turbocompressore e intercooler         | 150/5700       | 210/ 1750-4600 | Integrale | Manuale 5 marce    | 1.290              | 215          | 8"2                 | 9,8                | 03/1999-06/2003    |
| 1.8 20v turbo quattro | AJQ, APP, ARY, AUQ      | 1781       | Iniezione elettronica indiretta, turbocompressore e intercooler         | 180/5500       | 235/ 1950-5000 | Integrale | Manuale 5 marce    | 1.300              | 226          | 7"5                 | 10,5               | 03/1999-06/2003    |
| S3                    | APY, AMK, AUL           | 1781       | Iniezione elettronica indiretta, turbocompressore e intercooler         | 210/5800       | 270/ 2100-5000 | Integrale | Manuale 6 marce    | 1.375              | 238          | 6"8                 | 11,1               | 01/1999-09/2001    |
| S3                    | BAM                     | 1781       | Iniezione elettronica indiretta, turbocompressore e intercooler         | 225/5900       | 280/ 2200-5500 | Integrale | Manuale 6 marce    | 1.420              | 243          | 6"6                 | 11,3               | 09/2001-06/2003    |
| Versioni diesel       |                         |            |                                                                         |                |                |           |                    |                    |              |                     |                    |                    |
| 1.9 TDI               | AGR, ALH                | 1896       | Turbodiesel iniezione diretta, turbocompressore a geometria fissa       | 90/4000        | 202/1900       | Anteriore | Manuale 5 marce    | 1.170              | 180          | 12"6                | 6,1                | 06/1996-05/2001    |
| 1.9 TDI               | ATD, AXR                | 1896       | Turbodiesel con iniettore-pompa, turbocompressore a geometria variabile | 100/4000       | 240/ 1800-2400 | Anteriore | Manuale 5 marce    | 1.185              | 188          | 11"                 | 6,3                | 05/2001-06/2003    |
| 1.9 TDI               | AHF, ASV                | 1896       | Turbodiesel iniezione diretta, turbocompressore a geometria variabile   | 110/4150       | 235/1900       | Anteriore | Manuale 5 marce    | 1.180              | 194          | 10"5                | 6,3                | 07/1997-05/2001    |
| 1.9 TDI               | ASZ                     | 1896       | Turbodiesel con iniettore-pompa, turbocompressore a geometria variabile | 130/4000       | 310/1900       | Anteriore | Manuale 6 marce    | 1.200              | 205          | 9"2                 | 6,5                | 08/2000-6/2003     |
| 1.9 TDI quattro       | ASZ                     | 1896       | Turbodiesel con iniettore-pompa, turbocompressore a geometria variabile | 130/4000       | 310/1900       | Integrale | Manuale 6 marce    | 1.320              | 202          | 9"1                 | 7,2                | 08/2000-06/2003    |